# Maskenbinsenralle
Die  Maskenbinsenralle (Heliopais personata, Syn.: Heliopais personatus), auch Indisches Binsenhuhn oder Maskenbinsenhuhn genannt, ist ein mit einer Körperlänge von 55 Zentimetern ein sehr großer Vertreter aus der Familie der Binsenrallen.

## Aussehen
Diese Tiere haben ein bräunliches Rückengefieder. Der Bauch ist weiß und der Hals ist schwarz. Der Hinterkopf und die Beine sind grau. Der Schnabel ist gelblich. Sehr auffällig ist der schwarze Bereich um die Augen und die weiß gefärbte Kehle der Vögel. Das Weibchen ist an der Kehle und dem vorderen Bereich des Halses, nicht wie das Männchen, schwarz, sondern weiß gefärbt.

## Verbreitung und Lebensraum
Das Maskenbinsenhuhn kommt in Indien, Südostasien und auf der Insel Sumatra vor. Dort bewohnen diese Tiere mit Pflanzen bewachsene Teiche, kleinere Tümpel, Bäche an der Küste und im Hinterland sowie Mangrovendickichte.

## Lebensweise
Es ernährt sich von kleineren Wirbellosen, grünen Pflanzenteilen und auch von Samen. Beim Schwimmen ruckelt der Kopf rhythmisch mit. Bei Gefahr tauchen sie fast völlig ab, sodass nur noch der Kopf und der Hals aus dem Wasser herausragen. An Land laufen sie mit hoch erhoben Kopf umher, um besser nach Gefahren Ausschau zu halten und danach schnell im nächsten Dickicht zu verschwinden. Wenn sie sich ausruhen wollen, lassen sie sich paarweise oder in kleineren Gruppen auf überhängenden Ästen an Gewässern nieder.
Wenn sie von der Wasseroberfläche oder an Land abheben wollen, brauchen sie einen sehr langen Anlauf. Ihre hohe Stimme erinnert an
das Blasen von Luft ins Wasser mit Hilfe eines Strohhalmes und dient der Verteidigung ihres Reviers gegen fremde Artgenossen oder als Balzgesang. Ihre Nahrung, die sie meist im Wasser suchen, besteht aus Muscheln, Krebstieren, Wasserinsekten, Fröschen, kleineren Fischen und Pflanzen. Die Lebenserwartung beträgt ca. 10 Jahre.

## Fortpflanzung
Das Paar baut aus Wasserpflanzen und Röhricht, meist unter umgestürzten Bäumen ein flaches Schwimmnest. Das Gelege umfasst 4–7 gefleckte Eier. Diese werde von beiden Elternteilen insgesamt 22 Tage lang bebrütete. Der Nachwuchs wird gemeinsam versorgt. Ob die Männchen auch ihre Jungen in Hautfalten transportieren wie die anderen Arten ihrer Gattung, wurde bisher noch nicht beobachtet.

## Gefährdung
Die IUCN stuft diese Art als Endangered (stark gefährdet) ein. Die Gründe hierfür sind die Zerstörung ihres Lebensraumes aufgrund der Ausweitung menschlicher Siedlungen, landwirtschaftlicher Flächen, Holzeinschlag sowie die Jagd und Sammlung von Eiern. Zudem zerstören Zyklone oft große Teile ihres Lebensraumes. Zum Schutz der Art wurden Schutzgebiete in den Sundarbans ausgewiesen.